# Аббасгулу-хан Шамлы
Аббасгулу-хан Шамлы (азерб. Abbasqulu xan Şamlı; ум. 1679, Мешхед, Гератское бейлярбейство, Сефевидское государство) — военный и политический деятель Сефевидского государства, горчуе шамшир, губернатор Эривана (или Кума) и Герата.

## Биография
Аббасгулу-хан был одним из сыновей Хасан-хана Шамлы. Он унаследовал от отца посты губернатора Герата и бейлярбея Хорасана. Существуют две версии этого события. «Гисас уль-хагани» и «Баг-и маани», утверждают, что в 1640 году, до смерти отца, Аббасгулу-хан был назначен в Эриван, но по смерти отца был переведён в Герат, в то время как «Зейл-и арам-ара» утверждает, что Аббасгулу-хан, бывший на тот момент губернатором Кума и горчуе шамшир, был переведён в Герат после смерти отца. Тахир Насрабади утверждает то же самое. «Зейл-и арам-ара» не содержит никакого упоминания о назначении Аббасгулу в Эриван. В покровительстве культуре Аббасгулу-хан следовал по стопам своего знаменитого отца, сам также был поэтом, и несколько его муамма (акростихов и анаграмм) приводятся в работе Тахира Насрабади. Согласно Фикри Сельджуки, у него был красивый почерк, но писал он в индийском стиле. К тому моменту, когда Тахир составлял свою «Тэзкирэ», примерно в 1672—1673 году, Аббасгулу-хан занимал свою должность в Герате на протяжении тридцати четырёх лет. Согласно Рьё, он занимал эту должность на протяжении примерно сорока лет и скончался примерно в 1679 году. Согласно Фикри Сельджуки, Аббасгулу-хан скончался в Мешхеде, где и похоронен в построенной им самим медресе.